# Backyard Babies
Backyard Babies — шведская рок-группа, созданная в 1987 году в городе Несшё. Позднее группа перебралась в Стокгольм. На счету группы шесть выпущенных альбомов.
Backyard Babies внесли большой вклад в развитие и популяризацию слиз-рока в Скандинавии, и особенно в Швеции. Также они послужили вдохновением многим более молодым группам данного стиля в Великобритании. Их песня «Minus Celsius» появилась в качестве бонус-трека в видеоигре «Guitar Hero III: Legends of Rock», а «Degenerated» доступна для скачивания в «Guitar Hero World Tour».

## История
История группы берёт начало в 1987 году в городе Несшё. Первоначально группа называлась Tyrant и состояла из вокалиста/басиста Тобиаса «Тоббе» Фишера, гитаристов Андреаса Тайрона Свенссона, взявшего себе псевдоним «Дреген», Юхана Блумквиста, а также барабанщика Педера Карлссона. Все участники были школьными приятелями и их возраст не превышал 15 лет. Tyrant отыграли несколько шоу в местных клубах и в 1989 году записали сырое демо. Вскоре Тоббе был заменён Нике Боргом, взявшим на себя роль вокалиста и ритм-гитариста, а Блумквист переключился на бас. Фишер отправился в Стокгольм, где стал профессиональным фотографом и веб-дизайнером, продолжая изредка работать со своими бывшими коллегами по группе. В том же году Tyrant меняют название на Backyard Babies и в 1990 году записывают шестипесенное демо. В 1991 году выходит ещё одно демо Bite & Chew, позволившее группе перейти на новый уровень: на песню «God’s Favourite» был снят видеоклип, а «Something to Swallow» была перевыпущена на одноимённом мини-альбоме. В этот период Backyard Babies обретают собственное звучание, их песни представляет собой смесь хард-рока и гаражного панка с вкраплениями блюза и слиз-рока. После выпуска Something to Swallow группа отправляется в национальный тур по Швеции.
В 1993 году Backyard Babies подписывают контракт со шведским лейблом Megarock Records. В 1994 году на нём выходит дебютный альбом Diesel and Power. Открывающие альбом композиции «Smell the Magic» и «Bad to the Bone» были объединены и обзавелись видеоклипом. На песню «Electric Suzy» также был снят видеоклип, и она была выпущена синглом, для обратной стороны которого группа записала кавер-версию «Taxi Driver» финских глэм-панков Hanoi Rocks. После совместного тура с Demolition 23, состоящих из бывших участников Hanoi Rocks, и короткого тура в качестве хэдлайнеров в 1995 году, во время которого были сыграны новые песни, оставшиеся невыпущенными, группа берёт отпуск на неопределённое время. Причиной этому служит уход Дрегена в группу The Hellacopters, созданную им совместно с барабанщиком Entombed Нике Андерссоном ещё в 1994 году и играющую гаражный рок. В составе The Hellacopters Дреген записывает два альбома: Supershitty to the Max! (1996) и Payin' the Dues (1997). В 1996 году выходит сплит-сингл Backyard Babies и The 69 Eyes «Supershow» с кавер-версией Babies песни «Mommy’s Little Monster» американской панк-группы Social Distortion.
В 1997 году Backyard Babies воссоединились и заключили контракт со шведским лейблом MVG Records. В том же году они выпускают мини-альбом Knockouts! EP и сингл на песню «Look at You» с предстоящего альбома. В 1998 году выходит их наиболее оценённый критиками альбом Total 13, получивший шведскую премию Грэмми. Критики сравнивали группу с  New York Dolls, Ramones и The Damned. В поддержку альбома группа отправилась в успешное турне по Великобритании. Ещё две песни с альбома были выпущены в виде синглов: «Highlights» и «Bombed (Out of My Mind)». На обратную сторону сингла «Bombed (Out of My Mind)» была помещена песня «Rocker», спетая дуэтом с фронтменом Hanoi Rocks Майклом Монро. Следующим синглом группы стала внеальбомная песня «(Is It) Still Alright to Smile?». Для «стороны Б» группа записала кавер-версию песни «Babylon» лос-анджелесской слиз-рок-группы Faster Pussycat. В записи «Babylon» приняли участие вокалист/гитарист британской группы The Wildhearts Джинджер, сыгравший на гитаре и выступивший бэк-вокалистом, а также DJ Champain исполнивший скретчинг.
В 1998 году группа снова отправляется в тур по Великобритании в качестве разогрева для Элиса Купера.
В 1999 году песня «Babylon» вышла в качестве самостоятельного сингла.
Дреген, Джинджер и Никке Андерссон решают создать сайд-проект Supershit 666, который не дал ни одного концерта из-за плотного графика всех его участников. В 1999 году выходит их мини-альбом Super$hit 666, в записи которого приняли участие Нике Борг в качестве бэк-вокалиста, и Педер Карлссон, сыгравший на гармонике.
Вскоре после этого Backyard Babies едут в тур по Великобритании и в декабре 2000 года разогревает там AC/DC.

## Состав
Текущий состав
- Нике Борг — вокал, ритм-гитара (1989-настоящее время)
- Дреген — лид-гитара, бэк-вокал (1987-настоящее время)
- Юхан Блумквист — бас-гитара (1987-настоящее время)
- Педер Карлссон — ударные, перкуссия (1987-настоящее время)

Бывшие участники
- Тобиас Фишер — вокал, бас-гитара (1987—1989)

## Дискография

### Студийные альбомы
- Diesel and Power (1994, переиздан в 2006)
- Total 13 (1998)
- Making Enemies Is Good (2001)
- Stockholm Syndrome (2003)
- People Like People Like People Like Us (2006)
- Backyard Babies (2008)
- Four By Four (2015)
- Sliver and Gold (2019)

Концертные альбомы
- Live Live in Paris (2005)

Демо
- Tyrant (1989)
- Backyard Babies (1990)
- Bite & Chew (1991)
- Diesel and Power (1992)

Мини-альбомы
- Something to Swallow (1991)
- Knockouts! EP (1997)
- Total 05 (1998)
- Safety Pin & Leopoard Skin (1998)

Сборники
- Independent Days (2001)
- From Demos to Demons: 1989-1992 (2002)
- Tinnitus (2005)
- Them XX (2009)

Синглы
- «Electric Suzy» (1994)
- «Supershow» (сплит, 1996)
- «Look at You» (1997)
- «Bombed (Out of My Mind)» (1997)
- «(Is It) Still Alright to Smile?» (1998)
- «Highlights» (1998)
- «Babylon» (1999)
- «Brand New Hate» (2001)
- «The Clash» (2001; BMG Sweden)
- «Minus Celsius» (2003)
- «A Song for the Outcast» (2004)
- «Friends» (2004)
- «The Mess Age» (2006)
- «Dysfunctional Professional» (2006)
- «Fuck Off and Die» (2008)
- «Drool» (2008)
- «Th1rt3en or Nothing» (2015)

### Видео
- Live (from LiveZone) (2005)
- Jetlag: The Movie (2005)